# トップイーストリーグ春季交流戦トーナメント
ジャパンラグビートップイーストリーグ春季交流戦トーナメントは、関東ラグビーフットボール協会が主催するトップイーストリーグの春季大会である。

## 概要
2021年に初開催。原則としてトップイーストリーグ所属チームが参加するが、出場を辞退するチームや、他のリーグからの参加もある。

## 方式
- シード権があるトーナメント（勝ち抜き戦）。
- 1回戦からはトップイーストC全チーム、トップイーストB・5位が参加。2回戦からはトップイーストA・5位、トップイーストB・1位から4位が参加。準々決勝はトップイーストA・1位から4位が参加。
- 3位決定戦も実施。

## 開催日程・結果
詳細は、各回を参照のこと、
| 回    | 開催日程               | 優勝チーム           |
| ----- | ---------------------- | -------------------- |
| 第1回 | 2021年5月23日～6月27日 | ヤクルトレビンズ     |
| 第2回 | 2022年5月29日～7月10日 | ヤクルトレビンズ     |
| 第3回 | 2023年5月14日～6月24日 | 東京ガス             |
| 第4回 | 2024年5月19日～6月30日 | 東京ガス             |
| 第5回 | 2025年5月10日～6月29日 | AZ-COM丸和MOMOTARO'S |